# Thomas Südhof
Thomas C. Südhof (* 22. prosince 1955 Göttingen) je biochemik německého původu, žijící ve Spojených státech, který studuje procesy synaptického přenosu. Na Lékařské fakultě Stanfordovy univerzity působí jako řádný profesor molekulární a buněčné fyziologie, stejně tak drží čestnou profesuru v neurologii a neurovědách, a psychiatrii a behaviorálních vědách. Lékařství absolvoval na göttingenské univerzitě.
V roce 2013 obdržel s Richardem Schellerem Laskerovu cenu. Společně s Jamesem Rothmanem a Randym Schekmanem se pak stejný rok stal laureátem Nobelovy ceny za fyziologii nebo lékařství, když byl oceněn jejich přínos na poli poznání mechanizmu regulace vezikulárního transportu.

## Vzdělání a kariéra
Narodil se roku 1955 v západoněmeckém Göttingenu. Středoškoskolské vzdělání završil maturitou na Waldorfské škole v Hannoveru roku 1975. Lékařství studoval na cášské univerzitě RWTH Aachen, Harvardově univerzitě a tento obor absolvoval roku 1982 na univerzitě v Göttingenu. V laboratoři Victora P. Whittakera Institutu Maxe Plancka pro biofyzikální chemii dokončil stejný rok disertační práci, v níž popsal strukturu a funkci chromafinních buněk. Poté krátce působil jako postdoktorand ve Whittakerově skupině, aby se odtud v roce 1983 natrvalo uchýlil do Spojených států. Následný postdoktorální pobyt strávil na oddělení molekulární genetiky Výzkumného zdravotního střediska Texaské univerzity v Dallasu (University of Texas Health Science Center, později přejmenovaném na UT Southwestern Medical Center) pod vedením Michaela Stuarta Browna a Josepha L. Goldsteina.
Během tohoto období pracoval na zjištění role LDL-receptoru v metabolismu cholesterolu, za jehož popis obdrželi Brown s Goldsteinem v roce 1985 Nobelovu cenu za fyziologii nebo lékařství. Po ukončení postdoktorálního pobytu roku 1986 se stal členem výzkumného týmu Lékařského institutu Howarda Hughese (Howard Hughes Medical Institute). Získal také vlastní laboratoř v UT Southwestern Medical Center, kde se více než dalších dvacet let věnoval dějům na presynaptickém neuronu.
V roce 2008 přestoupil na Lékařskou fakultu Stanfordovy univerzity (School of Medicine, Stanford university), kde získal profesuru Avrama Goldsteina v oborech molekulární a buněčná fyziologie, stejně tak drží čestnou profesuru v neurologii a neurovědách, a psychiatrii a behaviorálních vědách.

## Vědecká činnost

### Počátky: chromafinní buňky a metabolismus cholesterolu
Základy vědecké kariéry rozvinul během práce na dizertaci v Institutu Maxe Plancka pro biofyzikální chemii, kde studoval synaptické děje, zejména pak mechanizmus uvolňování hormonů z neuroendokrinních buněk po neurotransmiterové aktivaci. Současně popsal strukturu a funkci chromafinních buněk zodpovědných za uvolňování adrenalinu, noradrenalinu a endorfinů z dřeně nadledvin. Chromafinní buňky jsou stimulovány zvýšenou sympatickou aktivitou a následná produkce dřeňových hormonů vede k evolučně staré stresové reakci – přípravě na „útok nebo útěk“.
Během postdoktorálního pobytu v dallaském UT Southwestern Medical Center se od roku 1983 zabýval klonováním genu pro LDL-receptor a následně byl schopen popsat jeho trankripci regulovanou molekulami cholesterolu. Deficit receptoru na povrchu buněk způsobuje tzv. familiární hypercholesterolemii. Za normálního stavu dochází vazbou LDL na receptor k endocytóze lipoproteinu a tím snižování koncentrace cholesterolu v krvi. Při nedostatku receptoru vázne odbourávání cholesterolu. LDL s molekulami cholesterolu tak není shromažďován v LDL-receptorových buňkách. Tím nedochází k inhibici klíčového enzymu pro syntézu cholesterolu, kterým je HMG-CoA-reduktáza (beta-hydroxy beta-metyl glutaryl-koenzym A reduktáza). Proto není potlačována jeho syntéza v buňkách a současně je také aktivována tvorba cholesterolových esterů, které se ukládají ve vnitřní výstelce cévní stěny. Za příspěvek k objasnění metabolismu cholesterolu pak převzali Nobelovu cenu Michael Stuart Brown a Joseph L. Goldstein, pod jejichž vedením v laboratoři pracoval.
V roce 1986 zahájil v UT Southwestern Medical Center činnost vlastní laboratoře. Spolu s Goldsteinem a Brownem se krátce podílel na identifikaci sekvence DNA genu LDL, která kóduje vznik konečných produktů represe při vložení virového promotoru, produktů, které vznikají přes sterolové meziprodukty. Tato doména představuje sekvenci, která je přímo zapojena do regulace biosyntézy sterolů. Mezi sterolové látky patří například cholesterol a steroidní hormony. Objev regulace látek syntetizovaných skrze steroly a odhalení funkce LDL-receptoru vedly k vývoji statinů, léčiv ke snížení vysokých hladin některých lipidů v krvi. Mechanismus účinku statinů spočívá v inhibici enzymu HMG-CoA reduktázy.

### Nobelova cena: výzkum na poli neurověd
Věhlas v samostatné vědecké dráze mu přinesly práce zaměřené na presynaptický neuron. Přesto se zpočátku věnoval převážně studiu postsynpatického neuronu a jeho úloze v procesu učení a paměti. Během dvaceti jedna let strávených na Texaské univerzitě přispěl svými objevy k poznání mechanizmu uvolňování neurotransmiterů a odhalením presynaptické plasticity. Popsal tak synaptotagminy, integrální membránové proteiny, které se účastní regulace sekrece neurotrasmiterů z presynaptických neuronů. Nervové podráždění vede ke zvýšení intracelulární koncentrace vápenatých iontů. Po navázání kalciových iontů na vazebná místa synaptotagminu, spolupracuje tato látka s tzv. SNARE komplexem, tvořeným bílkovinami v buněčné membráně synapse a membráně váčků. Jejich aktivací jsou váčky obsahující neurotransmitery dopraveny k synaptické membráně neuronu, s níž splynou a působky se poté vylijí do synaptické štěrbiny.
Dalším příspěvkem se stal objev molekul RIMs a Muncs (známých jako Munc13 a Munc18), bílkovin pomáhajících ve splynutí váčků neurotransmiterů s membránou neuronu. Hrají tak důležitou roli v synaptické plasticitě.
Südhof také odkryl funkci řady dalších bílkovin spojených s tvorbou vazby na váčky, jejich slučování (fúze) a uvolňování obsahu – přenašečů, do synaptické štěrbiny, a to včetně objevu členů SNARE komplexu: synaptobrevinu (zvaného v-SNARE) v membráně váčků, syntaxinu (zvaného t-SNARE) v presynaptické membráně a hydrofilní bílkoviny SNAP25 navázané na presynaptickou membránu a axon skrze cysteinové zbytky, které spojují čtyřhelikální strukturu komplexu. Vědec také objasnil selektivní účinek neurotoxinů tetanospasminu při tetanu a botulotoxinu při botulismu na rozštípnutí synaptobrevinu a SNAP25, respektive, inhibici slučování váčků s presynaptickou membránou, čímž dochází k inhibici přenosu vzruchu mezi neurony.
V pozdějších pracích se soustředil na aspekty vzniku synapsí a udržování synaptických spojů. Objevil tak bílkoviny transsynaptického komplexu, které poskytují mechanickou oporu udržet synapsi funkční a nerozpojenou (přemostění). Jednalo se transmembránový protein neurexin, který je přítomen na presynaptické membráně. Ten má receptorovou funkci a je schopen vázat membránovou bílkovinu postsynaptického neuronu neuroligin, která byla také jako první popsána Südhofem. Řada typů obou proteinů vytváří rozmanitou paletu jedinečných synaptických spojení. Vyjma toho vědcovy studie určily mutace genů kódujících tyto bílkoviny, které hrají roli v dědičném zatížení autismu.
Na Stanfordově univerzitě se zabývá výzkumem presynaptického neuronu a témat s ním spojených, jakými jsou mechanizmus tvorby spojení neurexinu a neuroliginu při vzniku synapse, regulace transkripce a kontroly typové variability těchto bílkovin. Jeho dílo je také příspěvkem k pochopení vzniku Alzheimerovy choroby, Parkinsonovy nemoci,, schizofrenie, úzkostné poruchy a autismu.

## Ocenění
- 1993: Cena W. Aldena Spencera, Columbia University (spoludržitel Richard Scheller)
- 1994: Cena Wilhelma Feldberga
- 1997: Roger Eckert Award Lecture, Göttingen
- 1997: U.S. National Academy Award v oboru molekulární biologie (spoludržitel Richard Scheller)
- 2002: zvolený člen Národní akademie věd Spojených států amerických
- 2004: Cena MetLife (spoludržitel Roberto Malinow)
- 2004: Cena Bristol-Myers Squibb za významný přínos na poli neurovědeckého výzkumu
- 2004: Ulf von Euler Award Lecture, Institut Karolinska
- 2007: zvolený člen Institute of Medicine
- 2008: Cena Bernharda Katze, Biofyzikální společnost, (spoludržitel Reinhard Jahn)
- 2008: Passano Foundation Award
- 2010: Kavliho cena (spoludržitelé Richard Scheller a James Rothman)
- 2013: Cena Alberta Laskera za základní výzkum v lékařství (spoludržitel Richard Scheller)
- 2013: Nobelova cena za fyziologii nebo lékařství (spoludržitelé Randy Schekman a James Rothman)

## Citáty
| „                                              | Podstatné je, že Südhof drží dnes skutečně klíč v rukou k odhalení podstaty řady neurodegenerativních onemocnění. Právě proto, že jsme zatím nebyli schopni rozpoznat jejich mechanismus uvnitř buněk, pomocí rozeznání konkrétních látek… | “ |
| — Josef Syka, po Südhofově zisku Nobelovy ceny | |   |

## Výbor publikační činnosti
- Südhof, T.C.: The structure of the human synapsin I gene and protein. In: Journal of Biological Chemistry 265, 1990, 7849-7852.
- Brose, N., Petrenko, A.G., Südhof, T.C., and Jahn, R.: Synaptotagmin: A Ca2+ sensor on the synaptic vesicle surface. In: Science 256, 1992, 1021-1025.
- Ushkaryov, Y.A., Petrenko, A.G., Geppert, M., and Südhof, T.C.: Neurexins: Synaptic cell surface proteins related to the α-latrotoxin receptor and laminin. In: Science 257, 1992, 50-56.
- Geppert, M., Bolshakov, V.Y., Siegelbaum, S.A., Takei, K., De Camilli, P., Hammer, R.E., and Südhof, T.C.: The role of Rab3A in neurotransmitter release. In: Nature 369, 1994, 493-497.
- Geppert, M., Goda, Y., Hammer, R.E., Li, C., Rosahl, T.W., Stevens, C.F., and Südhof, T.C.: Synaptotagmin I: A major Ca2+ sensor for transmitter release at a central synapse. In: Cell 79, 1994, 717-727.
- Schoch, S., Castillo, P.E., Jo, T., Mukherjee, K., Geppert, M., Wang, Y., Schmitz, F., Malenka, R.C., and Südhof, T.C.: RIM1α forms a protein scaffold for regulating neurotransmitter release at the active zone. In: Nature 415, 2002, 321-326.
- Südhof, T.C.: Calcium control of neurotransmitter release. In: Cold Spring Harbor Perspectives in Biology. 4 (1), 2012